# نيديليكو ميلوسافلجيفيتش
نيديليكو ميلوسافلجيفيتش (بالصربية: Недељко Милосављевић)‏ هو لاعب كرة قدم صربي في مركز الهجوم، ولد في 12 ديسمبر 1960 في أراندجيلوفاتس في صربيا. شارك مع منتخب يوغوسلافيا تحت 20 سنة لكرة القدم. أما مع النوادي، فقد لعب مع النجم الأحمر بلغراد.